# Cussy-le-Châtel
Cussy-le-Châtel és un municipi francès, situat al departament de la Costa d'Or i a la regió de Borgonya - Franc Comtat. L'any 2007 tenia 108 habitants.

## Demografia

### Població
El 2007 la població de fet de Cussy-le-Châtel era de 108 persones. Hi havia 44 famílies, de les quals 11 eren unipersonals (11 dones vivint soles i 11 dones vivint soles), 22 parelles sense fills i 11 parelles amb fills.
La població ha evolucionat segons el següent gràfic:
Habitants censats

### Habitatges
El 2007 hi havia 66 habitatges, 49 eren l'habitatge principal de la família, 12 eren segones residències i 5 estaven desocupats. Tots els 66 habitatges eren cases. Dels 49 habitatges principals, 38 estaven ocupats pels seus propietaris, 10 estaven llogats i ocupats pels llogaters i 1 estava cedit a títol gratuït; 5 tenien dues cambres, 8 en tenien tres, 11 en tenien quatre i 25 en tenien cinc o més. 39 habitatges disposaven pel capbaix d'una plaça de pàrquing. A 18 habitatges hi havia un automòbil i a 25 n'hi havia dos o més.

### Piràmide de població
La piràmide de població per edats i sexe el 2009 era:
| Homes | Edats   | Dones |
| ----- | ------- | ----- |
| 0     | 95 o +  | 0     |
| 0     | 90 a 94 | 0     |
| 0     | 85 a 89 | 0     |
| 0     | 80 a 84 | 0     |
| 4     | 75 a 79 | 0     |
| 4     | 70 a 74 | 12    |
| 4     | 65 a 69 | 4     |
| 12    | 60 a 64 | 4     |
| 0     | 55 a 59 | 0     |
| 4     | 50 a 54 | 0     |
| 0     | 45 a 49 | 4     |
| 8     | 40 a 44 | 0     |
| 0     | 35 a 39 | 4     |
| 4     | 30 a 34 | 0     |
| 4     | 25 a 29 | 4     |
| 0     | 20 a 24 | 0     |
| 0     | 15 a 19 | 4     |
| 4     | 10 a 14 | 4     |
| 0     | 5 a 9   | 8     |
| 0     | 0 a 4   | 0     |

## Economia
El 2007 la població en edat de treballar era de 64 persones, 49 eren actives i 15 eren inactives. De les 49 persones actives 45 estaven ocupades (24 homes i 21 dones) i 4 estaven aturades (1 home i 3 dones). De les 15 persones inactives 9 estaven jubilades, 3 estaven estudiant i 3 estaven classificades com a «altres inactius».
Activitats econòmiques
Dels 6 establiments que hi havia el 2007, 1 era d'una empresa de construcció, 3 d'empreses de comerç i reparació d'automòbils, 1 d'una empresa d'informació i comunicació i 1 d'una empresa immobiliària.
L'únic servei als particulars que hi havia el 2009 era una lampisteria.
L'any 2000 a Cussy-le-Châtel hi havia 11 explotacions agrícoles que ocupaven un total de 644 hectàrees.

## Poblacions més properes
El següent diagrama mostra les poblacions més properes.